# HD347287
HD347287 — хімічно пекулярна зоря спектрального класу A2, що має видиму зоряну величину в смузі V приблизно  9,7.
Вона  розташована на відстані близько 1353,3 світлових років від Сонця.